# Конституция Лорис-Меликова
«Конституция Лорис-Меликова» — условное название нереализованного проекта политической реформы, предложенного министром внутренних дел графом М. Т. Лорис-Меликовым на рассмотрение императора Александра II в январе 1881 года, на исходе эпохи великих преобразований.

## Содержание
Несмотря на позднее данное ему громкое имя конституции, проект Лорис-Меликова предусматривал лишь самые робкие шаги к конституционному ограничению самодержавия. Основная идея состояла в привлечении общественности к сотрудничеству с правительством, а представителей третьего сословия (крупных городов и земства) — к законотворческой деятельности путём разового созыва представительного органа с законосовещательными правами. Право законодательной инициативы при этом сохранялось за монархом.
По образу и подобию Редакционных комиссий 1858 года, трудившихся над проектом крестьянской реформы, император должен был  назначить (на временной основе) две комиссии — финансовую и административную. На их рассмотрение предполагалось представить проекты реформы губернского управления (пересмотр земского и городового положений) и продолжения крестьянской реформы (перевод бывших крепостных на обязательный выкуп со снижением выкупных платежей).
На следующем этапе планировалось обсуждение этих законопроектов комиссиями с участием выборных представителей значительных городов и земского управления. И лишь на последнем этапе самых «опытных» из этих представителей (числом от 10-ти до 15-ти), отобранных самим государем, предполагалось допустить в постоянно действующий законосовещательный орган — Государственный совет Российской империи — для выработки окончательной редакции законопроектов.
Согласно дневнику генеральши Богданович, конституционный проект был разработан в петербургском салоне Елены Нелидовой. «Всеподданнейший доклад» с изложением этого плана был подан Лорис-Меликовым императору 28 января 1881 года. Он был единогласно одобрен 16 февраля Особым совещанием (в присутствии будущего Александра III). 1 марта император сообщил Лорис-Меликову, что через четыре дня проект будет вынесен на обсуждение Совета министров. В тот же день, через 2 часа, император погиб в результате террористического акта.
Новый император Александр III по совету К. П. Победоносцева немедленно отправил Лорис-Меликова в отставку и приступил к реализации консервативно-охранительной политики контрреформ. На «всеподданейшем докладе» (хранится в Государственном архиве Российской Федерации) он начертал синим карандашом:
Слава Богу, этот преступный и спешный шаг к Конституции не был сделан, и весь этот фантастический проект был отвергнут в Совете Министров весьма незначительным меньшинством.

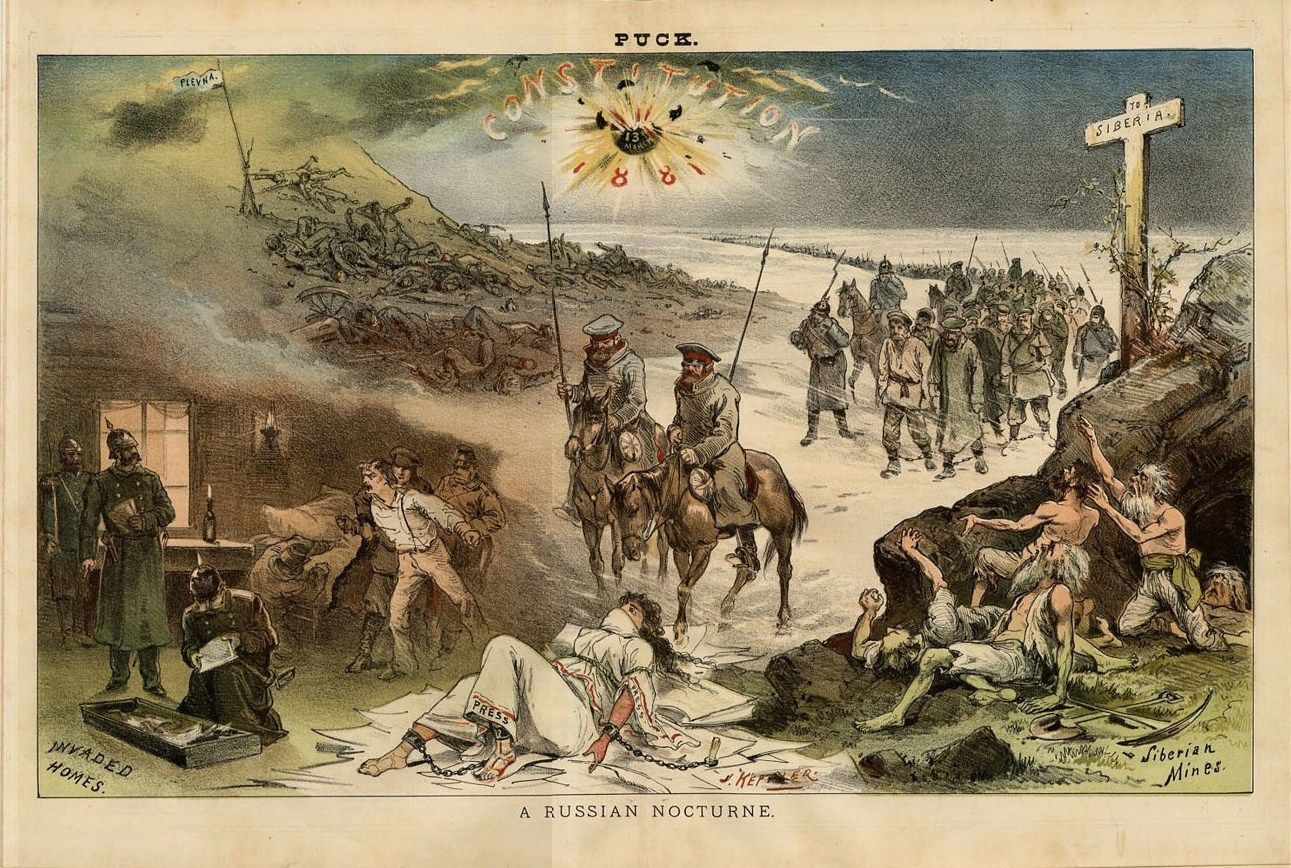
Карикатура на отказ Александра III от конституции Лорис-Меликова (Джозеф Кеплер, журнал Puck, 1881 г.)

Проект конституции был впервые издан в Берлине в 1904 году М. М. Ковалевским с присовокуплением частной переписки графа Лорис-Меликова. По мнению Ковалевского, это была не более чем «скромная попытка примирения культурных классов с бюрократией и абсолютизмом», провал которой, однако, перечеркнул «единственный путь к мирному развитию русского народа» и завершению великих реформ.
В мае 1882 года новый министр внутренних дел Н. П. Игнатьев вернулся к идее создания представительного органа, на этот раз в виде реанимированного земского собора. Проект, составленный П. Д. Голохвастовым при содействии И. С. Аксакова, имел ярко выраженную славянофильскую окраску. Как и его предшественник, проект Игнатьева был «забракован» Победоносцевым и лёг под сукно, а его автор потерял свою должность. Через два года Победоносцев писал императору:
Кровь стынет в жилах у русского человека при одной мысли о том, что произошло бы от осуществления проекта графа Лорис-Меликова и друзей его. Последующая фантазия графа Игнатьева была еще нелепее, хотя под прикрытием благовидной формы земского собора.